# Monika Wurmová
Monika Wurmová (nepřechýleně Wurm; * 1983) je slovenská spisovatelka, žijící ve Vídni. 

## Život
Vystudovala střední průmyslovou školu se zaměřením na technicko-informatické služby. Před několika lety odešla do rakouské metropole, kde se usadila. V první knize s názvem Slzy prodaných dívek popisuje příběh mladé filipínské dívky, která se v katastrofálních podmínkách dostane do Dubaje, kterému říkají město snů. Tam ji prodají jako luxusní společnici. Právě tato kniha získala oblibu nejen na Slovensku, ale taky v České republice, kde ji dodalo na trh nakladatelství Brána, jehož je exkluzívní autorkou. V říjnu 2015 byl román Slzy prodaných dívek vydán v němčině pod titulem Die Tränen der verkauften Mädchen.
O sérii románů Rockové tango, Pákistánská princezna a její pokračování Pákistánská msta se zajímají zahraniční filmaři.[zdroj?] V říjnu 2015 v Londýně bude slavnostní podpis smlouvy k filmovému zpracování knížky Pákistánská princezna i projednání překladu tohoto románu do urdštiny a hindštiny.[zdroj?]

## Romány
- 2014 – Slzy predaných dievčat (Sk)
- 2014 – Pakistanská princezná (Sk)
- 2015 – Pakistanská pomsta (Sk)
- 2015 – Rockové tango (Sk)
- 2015 – Slzy prodaných dívek (Cz)
- 2015 – Die Tränen der verkauften Mädchen (De)
- 2016 – Nesmieš ma milovať – Farby lásky (Sk)
- 2016 – Pákistánská princezna (Cz)
- 2017 – Nesmíš mě milovat - Prokletý tanzanit (Cz)